# Miconia maguirei
Miconia maguirei är en tvåhjärtbladig växtart som beskrevs av Henry Allan Gleason. Miconia maguirei ingår i släktet Miconia och familjen Melastomataceae.
Artens utbredningsområde är Guyana. Inga underarter finns listade i Catalogue of Life.